# Misje-Eco-Bulk-Typ
Der Misje-Eco-Bulk-Typ bezeichnet eine im Bau befindliche Küstenmotorschiffsklasse der norwegischen Reederei Misje Rederi. Das erste Schiff der aus zunächst sechs Einheiten bestehenden und später auf zehn Einheiten erweiterten Klasse wurde im September 2022 abgeliefert.

## Geschichte
Der Schiffstyp wurde von Wärtsilä Ship Design Norway in Stord entworfen. Mit dem Bau der Schiffe wurde die Werft Colombo Dockyard in Colombo, Sri Lanka, beauftragt. Nach einer Absichtserklärung im März 2020 wurden im Herbst 2020 zunächst drei Einheiten bestellt. Die Bestellung wurde später um drei weitere Einheiten erweitert. Eine Option für bis zu vier weitere Schiffe wurde später in eine Festbestellung umgewandelt.
Die Schiffe werden von Misje Rederi in Bergen unter norwegischer Flagge betrieben. Heimathafen der Schiffe ist Bergen.

## Beschreibung
Die Schiffe sind mit einem Hybridantrieb ausgestattet. Sie werden von einem Viertakt-Achtzylinder-Dieselmotor des Typs Wärtsilä 8L20 mit 1600 kW Leistung angetrieben. Der mit einem System zur Reduktion von Stickoxiden ausgestattete Motor wirkt über ein Untersetzungsgetriebe auf einen Verstellpropeller. Die Schiffe sind mit einem elektrisch mit 300 kW Leistung angetriebenen Bugstrahlruder ausgerüstet. Für die Stromerzeugung stehen zwei von Caterpillar-Dieselmotoren des Typs C7.1 ACERT angetriebenen Generatoren zur Verfügung. Weiterhin wurde ein ebenfalls von einem Caterpillar-Dieselmotor des Typs C7.1 ACERT angetriebener Notgenerator verbaut. Zusätzlich sind die Schiffe mit Akkumulatoren mit einer Kapazität von 994 kWh als Stromspeicher ausgestattet. Hierdurch können sie während der Revierfahrt und im Hafen elektrisch betrieben werden. Für den Hafenbetrieb ist auch ein Landstromanschluss vorhanden. Es ist vorgesehen, die Schiffe zu einem späteren Zeitpunkt auf vollelektrischen Betrieb umzurüsten.
Die Schiffe verfügen über einen boxenförmigen Laderaum. Dieser ist 59,85 m lang, 12,8 m breit und 9,8 m hoch. Der Laderaum ist mit neun Stapellukendeckeln verschlossen. Diese können mithilfe eines Lukenwagens bewegt werden. Im Raum können vier Zwischendeckspaneele eingehängt werden. Der Laderaum kann mit zwei Schotten horizontal unterteilt werden. Die Schotten können an zwanzig Positionen errichtet werden. Die Tankdecke kann mit 15 t/m², die Lukendeckel können mit 1,6 t/m² belastet werden.
Der Rumpf der Schiffe ist eisverstärkt (Eisklasse 1C). Die Decksaufbauten befinden sich am Heck der Schiffe. Die Schiffe sind für den Betrieb mit bis zu acht Personen eingerichtet. Die Besatzungsstärke beträgt üblicherweise sechs Personen.

## Schiffe
| Misje-Eco-Bulk-Typ | Misje-Eco-Bulk-Typ | Misje-Eco-Bulk-Typ | Misje-Eco-Bulk-Typ                           |
| Bauname            | Baunr.             | IMO-Nummer         | Kiellegung Stapellauf Ablieferung            |
| ------------------ | ------------------ | ------------------ | -------------------------------------------- |
| Misje Vita         | NC 250             | 9927421            | 3. Mai 2021 23. Mai 2021 21. September 2022  |
| Misje Verde        | NC 251             | 9927433            | 15. Juni 2021 23. Januar 2023 21. April 2023 |
| Misje Viola        | NC 252             | 9927445            | 22. März 2022 22. Juli 2023 24. Oktober 2023 |
| Misje Flora        | NC 253             | 9950698            | 16. November 2022 November 2023 März 2024    |
| Misje Rose         | NC 254             | 9967548            | 11. Mai 2023 4. März 2024 28. Juni 2024      |
| Misje Lotus        | NC 255             | 9967550            | 25. Juli 2023 28. Juni 2024                  |
| Misje Iris         | NC 259             | 1049728            | 4. März 2024                                 |
| Misje Lily         | NC 260             | 1049730            | 28. Juni 2024                                |
|                    | NC 261             | 1049742            |                                              |
|                    | NC 262             | 1049754            |                                              |